# Psychotria jefensis
Psychotria jefensis är en måreväxtart som beskrevs av John Duncan Dwyer och Charlotte M. Taylor. Psychotria jefensis ingår i släktet Psychotria och familjen måreväxter. Inga underarter finns listade i Catalogue of Life.